# ムハンマド・ビン・サルマーン

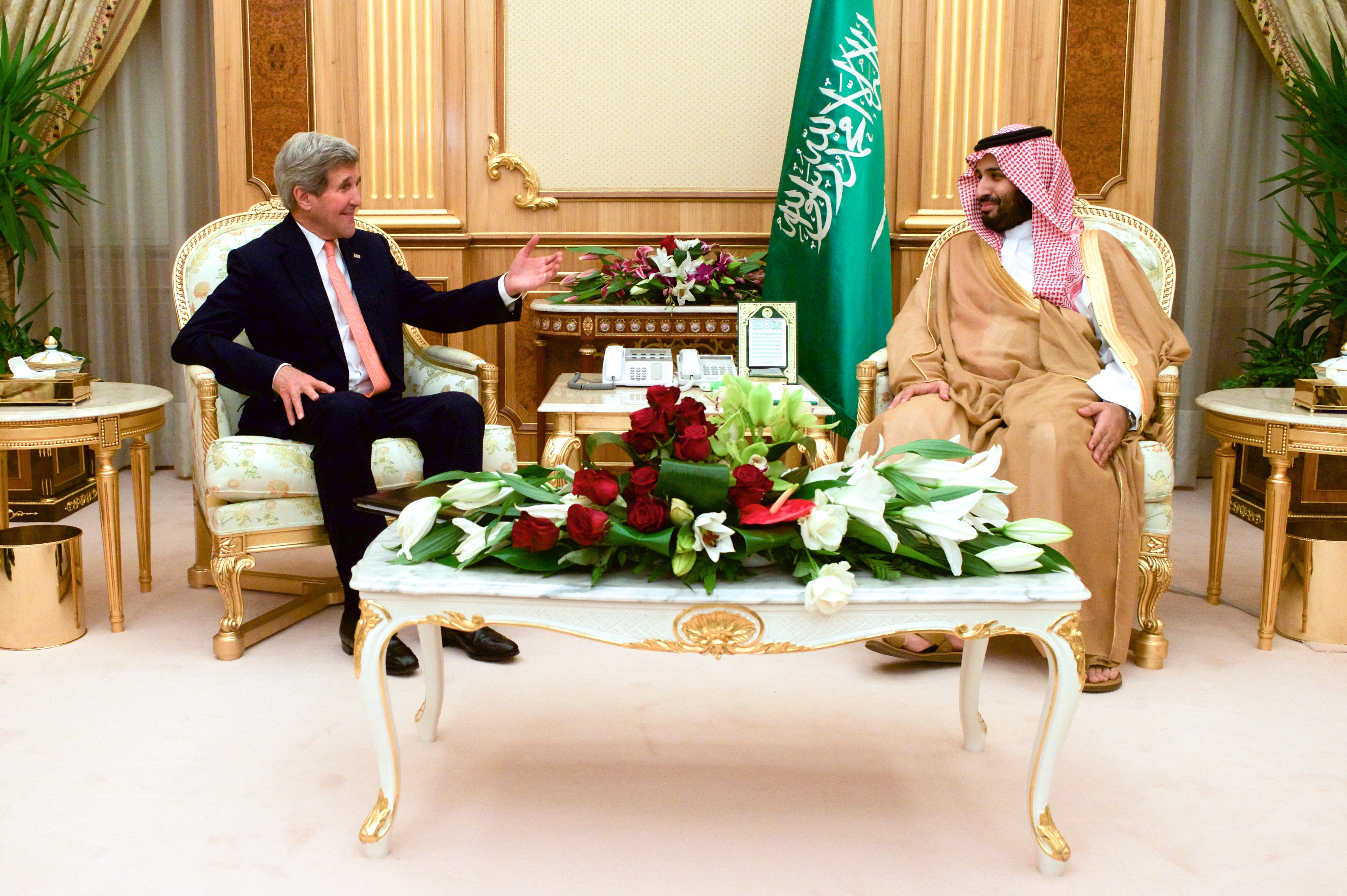
アメリカ合衆国国務長官ジョン・ケリーとリヤドで会談（2015年5月7日）

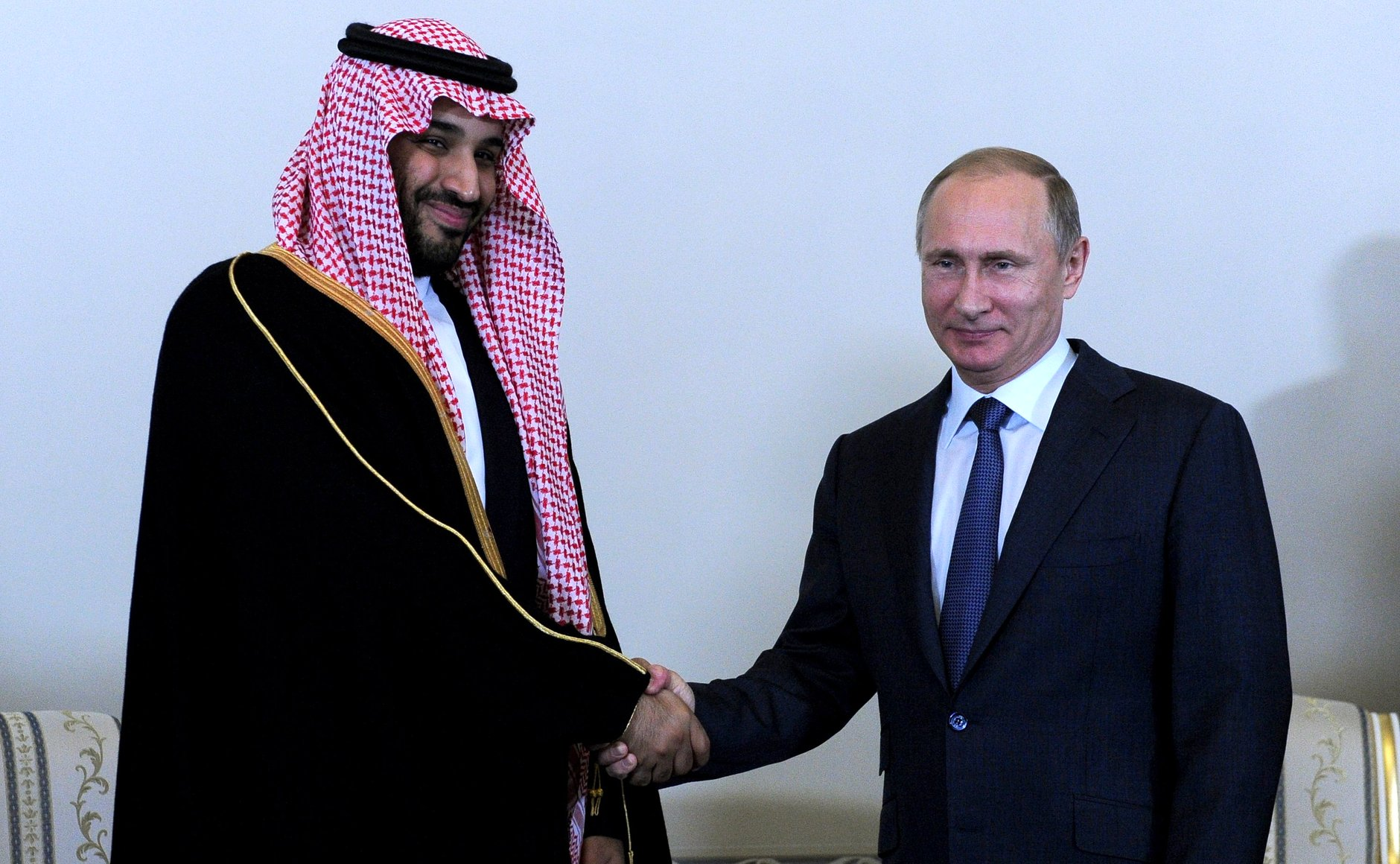
ロシア連邦大統領ウラジーミル・プーチンと会談（2015年6月18日）

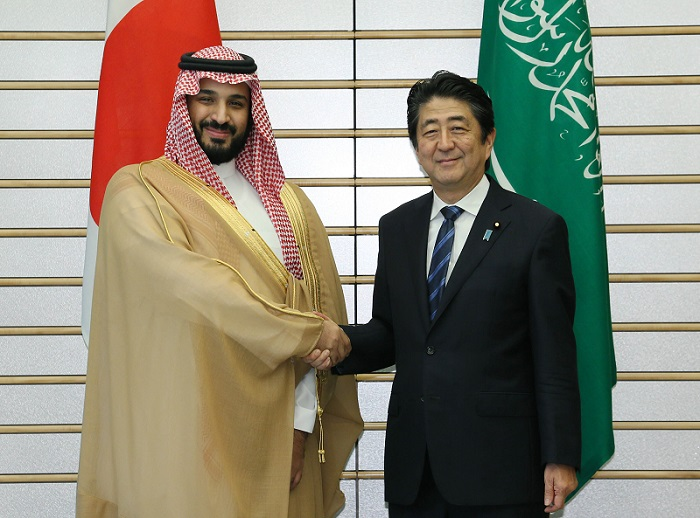
内閣総理大臣安倍晋三と首相官邸で会談（2016年9月1日）

ムハンマド・ビン・サルマーン・アール＝サウード（アラビア語: محمد بن سلمان آل سعود, ラテン文字転写: Muḥammad bin Salmān Āl Su‘ūd、英語: Mohammad bin Salman Al Saud、1985年8月31日 - ）は、サウジアラビアの政治家で、王太子兼首相兼経済開発評議会議長。王族サウード家の一員で、第7代国王サルマーン・ビン・アブドゥルアズィーズの子、初代国王アブドゥルアズィーズ・イブン・サウードの孫。名前の頭文字から、国際的には「MBS」とも呼ばれる。

## 略歴

### 副王太子就任まで
ムハンマドは、スデイリー・セブンの一人であるサルマーンの子として1985年に生まれた。大学を卒業後、数年間民間で働き、内閣のための専門家委員会のコンサルタントを務めた。
2009年12月15日、リヤード州知事を務めていたサルマーンの特別顧問として政界入りした。これと同時に、閑職であるリヤード競争委員会事務総長、キング・アブドゥルアズィーズ公共財団会長の特別顧問、リヤード州のアルビル社会評議委員にも就任した。
2011年10月に伯父のスルターン王太子兼第一副首相兼国防大臣が薨御し、翌11月に伯父のナーイフが王太子兼第一副首相兼内務大臣に、サルマーンが国防大臣に就任すると、ムハンマドはサルマーンの私的顧問に就任した。
2012年6月、ナーイフ王太子兼第一副首相兼内務大臣が薨御し、サルマーンが王太子兼第一副首相兼国防大臣に就任すると、2013年3月2日、ムハンマドは王太子府長官・王太子特別顧問に就任した。2014年4月25日には国務大臣に就任した。
2015年1月23日、第6代国王アブドゥッラーの崩御に伴い、父サルマーンが第7代国王に即位し、併せて首相を兼ねると、同日にサルマーンが発した勅命により、ムハンマドは国防大臣、王宮府長官、国王特別顧問に親任された。同月29日には、廃止された最高経済評議会の後継機関となる経済開発評議会の議長に就任し、軍事に加えて経済政策でも実権を得た。
2015年1月22日に隣国イエメンのアブド・ラッボ・マンスール・ハーディー大統領が辞任を表明する（後に撤回）と、シーア派武装組織フーシがイエメン全土を掌握した。これに危機感を持ったサウジアラビアはフーシに対立するイエメン暫定政権を支援する形で、3月からイエメンのフーシの拠点に対して空爆を行ってイエメン内戦への介入を開始した。これがムハンマドの国防大臣としての初めての大きな仕事となった。

### 副王太子として
2015年4月29日にサルマーンが勅命を発し、アブドゥッラーの崩御に伴い王太子兼第一副首相に昇格したばかりのムクリン・ビン・アブドゥルアズィーズが退任、副王太子兼第二副首相のムハンマド・ビン・ナーイフが内務大臣と政治・安全保障評議会議長兼務のまま王位継承順第1位の王太子兼第一副首相に昇格、ムハンマドは国防大臣と経済開発評議会議長兼務のまま王位継承順第2位となる副王太子兼第二副首相に昇格となった。弱冠30歳に過ぎないムハンマドが王位継承順第2位となる副王太子兼第二副首相に就任したことは異例であり、公益財団法人中東調査会によると、サルマーンのこの人事は、前国王アブドゥッラー派だった王太子ムクリンを権力の核心から遠ざけてサルマーン自身の周辺を近親のスデイリー・セブン閥で固めるため、また息子のムハンマドを将来の王に据えるためのものであり、ムクリンの退任は表向きは自身の希望による辞任であるが実際はサルマーンによる解任であるとされた。
ムハンマドは、健康に問題を抱えるサルマーンの代理として、従来のアメリカとパキスタンと中華人民共和国に加えてロシアとフランスにも接近するサウジの外交政策を委ねられているとされ、2015年6月にロシアで開催された「サンクトペテルブルク国際経済フォーラム2015」にアリ・ヌアイミ石油鉱物資源大臣やジュベイル外務大臣らを伴って訪問し、エネルギー、宇宙開発、原子力、投資分野における6件の合意書に署名した。この際、シリア内戦におけるシリアのアサド政権への各々の立場についても話し合ったと見られ、7月にはロシアの仲介でアサドの情報顧問アリ・マムルークと会談し、ライバルの地域大国イランがシリア内戦から手を引けばアサド政権の存続を認める意向を伝えたとされている。同年6月、フランスを訪問し初の「フランス・サウジ合同委員会」を開催、120億ドル分の兵器を発注し原子力発電所建設に関わる合意書にも署名した。同年9月、ムハンマドはサルマーンに同行して訪米したが、これに関してワシントン・ポストは同年9月8日付のコラムで、将来的にムハンマドが王太子のムハンマド・ビン・ナーイフを飛び越えて第8代国王に即位する可能性を示唆した。前政権でバンダル・ビン・スルターンらが推し進めた中国との経済的軍事的協力関係もアジアインフラ投資銀行（AIIB）への加盟や初の合同演習を行うなど強化し、中国から購入した無人攻撃機や自走砲をイエメンに投じ、弾道ミサイルや核施設の建設でも協力を受けているとされる。また、伝統的な友好国であるパキスタンも重視し、イスラム協力機構（OIC）の条約を根拠に2015年12月にイランやシリアといったシーア派諸国を除くイスラム圏34か国と対テロ連合イスラム軍事同盟を発足させ、初代最高司令官に前パキスタン陸軍参謀長のラヒール・シャリーフを任命した。パキスタンも加盟する中露主導の上海協力機構にも参加を申請し、対話パートナーとしての参加を認められた。
2015年秋に王族内で、ムハンマドが事実上統治を代行している現行のサルマーン体制を非難する怪文書が出回り、この中でムハンマドは「サウジアラビアを政治的にも経済的にも軍事的にも破局に導いている。」と非難された。ムハンマドが独断専行的に「サウジアラビア版サッチャー革命」と評されるような急進的な経済改革プランを志向していることやイエメンへ軍事介入していることが非難の的となった。またイエメン介入に関しては、同年12月にドイツの諜報機関の連邦情報局が「ムハンマドが自らをアラブの指導者として見せ付けるために、独断的に衝動的なイエメンへの介入政策を繰り返しており、これに対して王族内で不満が高まっており、サウジの体制に危機が迫っている。」とする分析結果を公表した。
2016年1月、サウジが国内のシーア派指導者・ニムル師を処刑すると、これにシーア派のイランが反発し駐イランのサウジ大使館が群衆に襲撃された。これを受けてサウジはイランと国交断絶したが、一連のサウジ側の決定は、ムハンマドが軍事・外交で実権を握った影響もあるとされる。この件でムハンマドはアメリカのケリー国務長官からイランとの関係を修復するよう電話を受けた。
同年8月31日から9月2日まで訪日し、明仁、皇太子徳仁親王、安倍晋三内閣総理大臣、稲田朋美防衛大臣と会談し、経済・安全保障分野での二国間協力に関する覚書を交わした。この訪日は翌年のサルマーン国王の訪日の地ならしでもあった。

### 王太子として
2017年6月、サルマーン国王の勅命によりムハンマド・ビン・ナーイフ王太子が解任され、ムハンマドが王太子に昇格し王位継承者となった。同時に第一副首相となり、国防相などのポストは継続する。また、同時期、2017年カタール外交危機が起き、サウジアラビアはカタールと国交断絶した。
2017年10月24日、リヤドで開かれた経済フォーラムに台臨。フォーラムの演説の中で、過激なイデオロギーを倒して「より穏健なイスラム」に立ち返る政治方針を示した。
サウジアラビアを支えてきた石油資源に依存しない経済・社会を目指した改革（ビジョン2030）を進めている。生活や仕事は夜型で、午前0時過ぎに省庁幹部の携帯電話を鳴らして、業務の進捗を問うこともしばしばあるという。
2017年11月、ムハンマドが率いる反汚職委員会が、ムトイブ王子（国家警備相）やアルワーリド王子ら王子11人を含む複数の閣僚経験者を逮捕した。表向きは汚職容疑であるがムハンマドが志向する急進的な改革に対する抵抗勢力を潰すためであると観測された。
2018年3月のアメリカ合衆国訪問を前に米CBSテレビとのインタビューに応じ、「サウジアラビアは核爆弾を持つことを望んでいないが、イランが核兵器を開発すれば、それに従うことになる」と語った。
2018年10月にムハンマドに批判的だったジャーナリストのジャマル・カショギが在イスタンブールのサウジアラビア領事館内にて殺害されるという事件が発生し、アメリカ合衆国の情報機関はムハンマドが殺害計画を承認していたと認定、国際的な批判を受けることとなった（後述）。
2019年2月、パキスタンと中国を訪問し、パキスタンを訪れたムハンマドは一帯一路構想による開発が進むグワーダルの製油所建設などの合意書に署名し、訪中の際はテロとの戦いに必要な中国の措置を支持すると述べて新疆ウイグル自治区での人権弾圧を容認するものとして物議を醸した。同年7月の国際連合人権理事会では日本などの22か国が中国の新疆ウイグル再教育キャンプなどを非難した共同書簡に対抗して中国を擁護する書簡を公開したロシア、シリア、イラン、カタールなどの50か国にサウジも加わった。また、サウジアラビアの主導するイスラム協力機構もムスリムに対する中国の措置への「称賛」を表明した。
2020年3月6日、OPEC+の会合で追加減産を拒否したロシアと対立したサウジアラビアのエネルギー相であるアブドゥルアズィーズ・ビン・サルマーン・アール＝サウード王子は「今日という日を後悔するだろう」と述べて増産を表明して1991年の湾岸戦争以来最大の原油価格の暴落を引き起こし、「石油価格戦争」「原油価格戦争」（2020年ロシア・サウジアラビア石油価格戦争）と呼ばれる様相を呈した。アメリカのインターナショナル・オイル・デーリー紙などはアブドルアズィーズ・エネルギー相に「もっと強烈な減産強化策を出せ。ロシアが反対したら、こちらの減産も打ち止めにする」と指示したムハンマド・ビン・サルマーン王太子の意向と報じられたが、翌4月に新型コロナウイルス感染症の流行による原油市場の低迷の影響もあってOPEC+は減産で合意した。
2020年11月、ムハンマドはチャリティファンドを通じて、日本のゲームメーカーであるSNKの株式3割超を取得した。後に同社株の株式公開買付け（TOB）を経て、保有比率を96%以上に引き上げた。なお、ムハンマドは2022年9月現在、任天堂やスクウェア・エニックス、カプコン、アクティビジョン・ブリザード、エレクトロニック・アーツなどのゲーム企業株式も保有していることが報じられている。
2022年9月27日、サルマーン国王の勅令により内閣改造が行われ、ムハンマドは首相に昇格した。ただしサウジアラビアの法律では国王が首相を兼務するとされており、例外措置が取られた。カショギ暗殺事件が影を落とした人事とされる（後述）。
2022年11月1日にアルジェリアで開催されるアラブ連盟首脳会議には、長時間のフライトが中耳に悪影響を与える可能性を懸念した医師の助言に従って欠席し、ファイサル外相がサウジアラビア代表団を率いることとなった。
2024年5月20日より日本を訪問し、徳仁、岸田文雄首相との会談を予定していたが、サルマーン国王が肺炎の治療を受ける事に伴い、急遽訪日を延期する事となった。
2025年1月22日、アメリカで第2次トランプ政権が発足したことを受けて電話会談を申し入れた。ドナルト・トランプが大統領に復帰して初めて会談を行った外国首脳となった。

## 国内の解禁
イスラム圏の国でも極めて厳粛で戒律の厳しいサウジアラビアであるが、2018年以降は、映画やアニメなど、多くの文化や戒律が、ムハンマド王太子によって解禁されつつある。性別で分けない映画館や女性の車の運転などが解禁されている。アニメ好きな皇太子としても知られている。

## ミスク財団
ムハンマド王太子により人材育成などを目的に設立した非営利団体。傘下のElectronic Gaming Development CompanyはSNK株の多数を保有し、マンガプロダクションズは東映アニメーションと共同でジャーニー 太古アラビア半島での奇跡と戦いの物語などの制作やグレンダイザーUやキャプテン翼 (第4作)などの配給を行う。

## カショギ暗殺事件への関与
2018年10月、ジャーナリストのジャマル・カショギがトルコのイスタンブールにあるサウジアラビア領事館に入館後に行方不明になるという事件が発生し、トルコ政府は「カショギがサウジアラビア領事館の中で殺害されたという証拠を持っている」と述べ、オンラインニュースサイトの「ミドル・イースト・アイ」は、ムハンマドのボディガードが実行犯であると報じた。11月16日、米紙ワシントン・ポストは消息筋の話として、米中央情報局（CIA）はカショギ殺害事件の黒幕はムハンマド・ビン・サルマーン王太子だと結論付けたと報じた。ただしドナルド・トランプ政権は報告書の公表を拒み続けた。
2019年6月26日には国際連合人権理事会にて、ムハンマドがカショギ殺害を指示した確かな証拠があると報告された。2021年2月、アメリカ合衆国の情報機関はムハンマドがカショギを身柄拘束または殺害する計画を承認していたとする報告書を提出し、サウジアラビア政府は内容を否定している。
2020年8月7日、殺害事件を審理するサウジアラビアの裁判所は被告8人に7年から20年の禁錮刑を言い渡し確定したが、ムハンマドの責任が問われることはなかった。2020年10月、カショギの婚約者ハティージェ・センジス（Hatice Cengiz）がワシントンD.C.の連邦地方裁判所に対してムハンマドの責任を問う民事訴状を提起し、裁判所はジョー・バイデン政権に対し、ムハンマドが主権免除によって保護される対象かどうかを判断するよう求めた。回答期限が2022年10月3日に迫る中、9月27日にはサルマーン国王がムハンマドを首相に任命したが、これはバイデン政権に釘を刺す狙いもあったとされる。11月17日にバイデン政権はムハンマドに免責が与えられるべきだとの判断を示した。裁判所もこれを認め、12月6日に婚約者の訴えを棄却した。